# Madjid Bougherra
Pour les articles homonymes, voir Madjid.
Madjid Bougherra, né le 7 octobre 1982 à Longvic (Côte-d'Or), était un footballeur international algérien devenu entraîneur. Il évoluait durant sa carrière de joueur au poste de défenseur central avant de prend sa retraite en 2016.

## Biographie
Madjid Bougherra naît à Longvic le 7 octobre 1982 de parents algériens. son père est originaire d'Annaba tandis que sa mère de Hadjout.
Après un début de carrière au FC Gueugnon, Bougherra rejoint le championnat anglais et le Crewe Alexandra sous forme de prêt, fin janvier 2006.
Ses performances incitent le club de Sheffield Wednesday à le recruter dès le mois de mai 2006.
Il marque son premier but le 2 juin 2007 lors du match Cap-Vert-Algérie (2-2). Son deuxième but date du 20 juin 2009 lors de Zambie-Algérie (0-2).
Bougherra enchaîne les bonnes performances et en juin 2008, il signe au Glasgow Rangers où il explose et devient la coqueluche des supporters. Le 19 septembre 2009, il joue son premier match en Ligue des champions face à Stuttgart et marque son premier but offrant aux Glasgow Rangers le match nul.
Il marque le 25 janvier 2010 lors du match Algérie-Côte d'Ivoire (3-2), but décisif qui permet à l'Algérie d'égaliser, avant de prendre l'avantage grâce à Hameur Bouazza et de se qualifier en demi-finale de la CAN 2010.

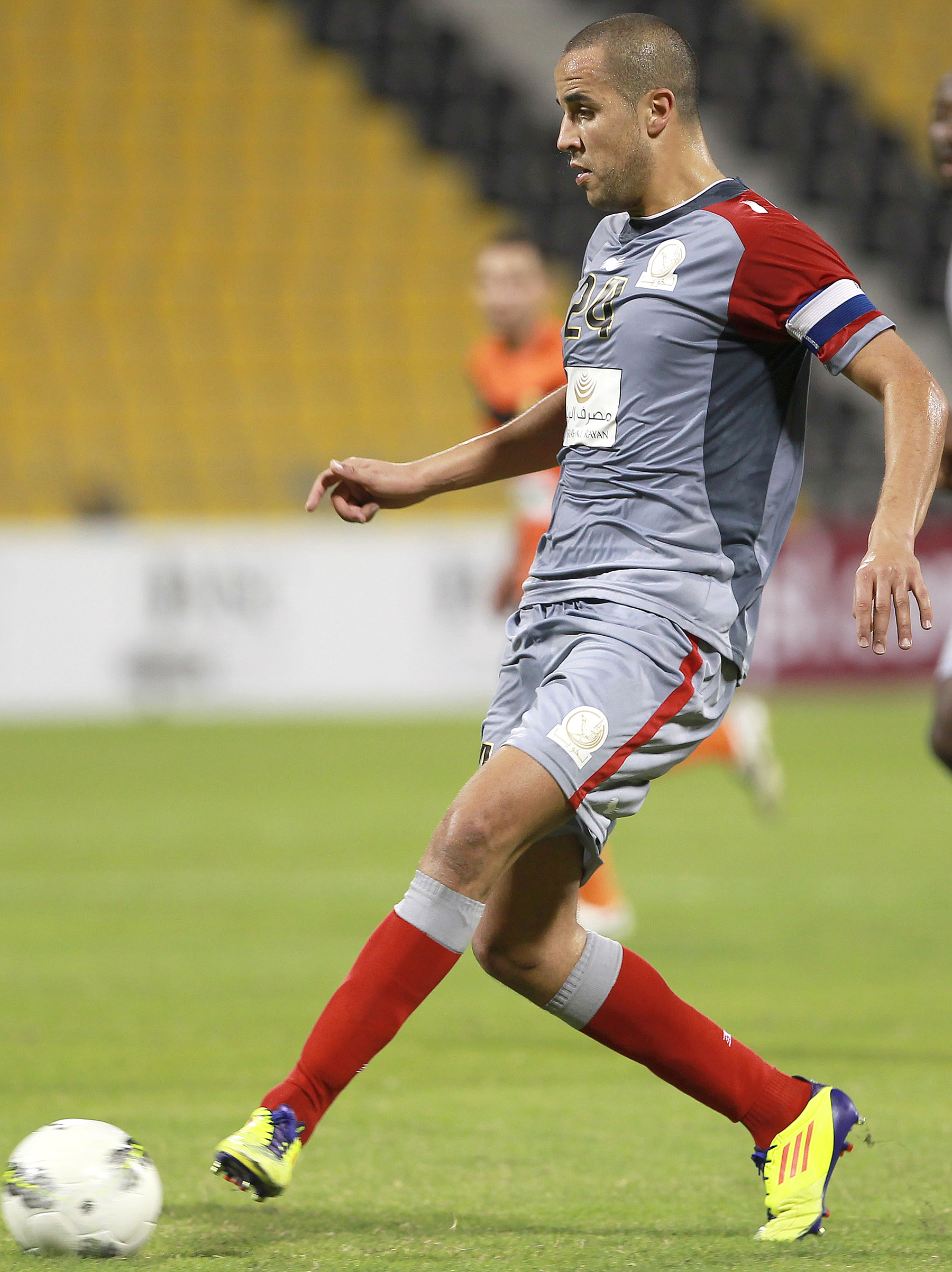
Bougherra sous le maillot de Lekhwiya en 2011.

En 2011, il signe un contrat avec le club qatarien de Lekhwiya et marque son premier but lors de l'ouverture du championnat.
Le 19 novembre 2013 lors du match retour décisif contre le Burkina Faso il inscrit l'unique but du match qui qualifie l'Algérie pour sa quatrième Coupe du monde de son histoire.
Le 9 mai 2014 le club de Lekhwiya annonce que Bougherra quittera le club en fin de saison.
Le 3 août 2014 il s'engage, avec la formation émiratie d’Al Fujaïrah SC pour deux ans.
Le 1er février 2015 à l'issue de la défaite contre la Côte d'Ivoire (1-3) en CAN 2015, il décide de prendre sa retraite internationale.
Le 9 septembre 2016, il s'engage pour un an avec l'Aris Salonique.

## Statistiques
| Saison                | Club                      | Championnat           | Championnat | Championnat | Coupe(s) nationale(s) | Coupe(s) nationale(s) | Compétition(s) continentale(s) | Compétition(s) continentale(s) | Compétition(s) continentale(s) | Total | Total |
| Saison                | Club                      | Division              | M.          | B.          | M.                    | B.                    | Comp.                          | M.                             | B.                             | M.    | B.    |
| 2002-2003             | FC Gueugnon               | 2                     | 1           | 0           | 0                     | 0                     | -                              | -                              | -                              | 1     | 0     |
| 2003-2004             | FC Gueugnon               | 2                     | 8           | 1           | 1                     | 0                     | -                              | -                              | -                              | 9     | 1     |
| 2004-2005             | FC Gueugnon               | 2                     | 30          | 0           | 1                     | 0                     | -                              | -                              | -                              | 31    | 0     |
| 2005-2006             | FC Gueugnon               | 2                     | 10          | 0           | 2                     | 0                     | -                              | -                              | -                              | 12    | 0     |
| 2005-2006             | Crewe Alexandra FC (prêt) | 2                     | 11          | 1           | 0                     | 0                     | -                              | -                              | -                              | 11    | 1     |
| 2006-2007             | Sheffield Wednesday FC    | 2                     | 28          | 2           | 1                     | 0                     | -                              | -                              | -                              | 29    | 2     |
| 2006-2007             | Charlton Athletic FC      | 1                     | 5           | 0           | 0                     | 0                     | -                              | -                              | -                              | 5     | 0     |
| 2007-2008             | Charlton Athletic FC      | 2                     | 29          | 2           | 4                     | 0                     | -                              | -                              | -                              | 33    | 2     |
| 2008-2009             | Rangers FC                | 1                     | 31          | 1           | 8                     | 0                     | -                              | -                              | -                              | 39    | 1     |
| 2009-2010             | Rangers FC                | 1                     | 17          | 1           | 3                     | 0                     | C1                             | 3                              | 1                              | 23    | 2     |
| 2010-2011             | Rangers FC                | 1                     | 31          | 1           | 7                     | 1                     | C1+C3                          | 5+4                            | 0+0                            | 47    | 2     |
| 2011-2012             | Rangers FC                | 1                     | 2           | 0           | 0                     | 0                     | C1                             | 2                              | 0                              | 4     | 0     |
| 2011-2012             | Lekhwiya SC               | 1                     | 18          | 3           | 3                     | 1                     | C1                             | 5                              | 0                              | 26    | 4     |
| 2012-2013             | Lekhwiya SC               | 1                     | 10          | 0           | 5                     | 0                     | C1                             | 8                              | 0                              | 23    | 0     |
| 2013-2014             | Lekhwiya SC               | 1                     | 16          | 0           | 4                     | 0                     | C1                             | 8                              | 1                              | 28    | 1     |
| 2014-2015             | Fujaïrah SC               | 1                     | 22          | 1           | 2                     | 0                     | -                              | -                              | -                              | 24    | 1     |
| 2015-2016             | Fujaïrah SC               | 1                     | 17          | 1           | 3                     | 0                     | -                              | -                              | -                              | 20    | 1     |
| 2016-2017             | Aris Salonique FC         | 2                     | 0           | 0           | 0                     | 0                     | -                              | -                              | -                              | 0     | 0     |
| Total sur la carrière | Total sur la carrière     | Total sur la carrière | 286         | 14          | 44                    | 2                     | -                              | 35                             | 2                              | 365   | 18    |

## En sélection nationale
| Saison                | Sélection             | Phases finales               | Phases finales | Phases finales | Phases finales | Éliminatoires CDM | Éliminatoires CDM | Éliminatoires CDM | Éliminatoires CAN | Éliminatoires CAN | Éliminatoires CAN | Matchs amicaux | Matchs amicaux | Matchs amicaux | Total | Total | Total |
| Saison                | Sélection             | Compétition                  | M              | B              | Pd             | M                 | B                 | Pd                | M                 | B                 | Pd                | M              | B              | Pd             | M     | B     | Pd    |
| --------------------- | --------------------- | ---------------------------- | -------------- | -------------- | -------------- | ----------------- | ----------------- | ----------------- | ----------------- | ----------------- | ----------------- | -------------- | -------------- | -------------- | ----- | ----- | ----- |
| 2003-2004             | Algérie               | CAN 2004                     | -              | -              | -              | 2                 | 0                 | 0                 | -                 | -                 | -                 | -              | -              | -              | 2     | 0     | 0     |
| 2004-2005             | Algérie               | -                            | -              | -              | -              | 2                 | 0                 | 0                 | -                 | -                 | -                 | 2              | 0              | 0              | 4     | 0     | 0     |
| 2005-2006             | Algérie               | -                            | -              | -              | -              | 2                 | 0                 | 0                 | -                 | -                 | -                 | 1              | 0              | 0              | 3     | 0     | 0     |
| 2006-2007             | Algérie               | -                            | -              | -              | -              | -                 | -                 | -                 | 5                 | 1                 | 0                 | 3              | 0              | 0              | 8     | 1     | 0     |
| 2007-2008             | Algérie               | -                            | -              | -              | -              | 1                 | 0                 | 0                 | 1                 | 0                 | 0                 | 3              | 0              | 0              | 5     | 0     | 0     |
| 2008-2009             | Algérie               | -                            | -              | -              | -              | 5                 | 1                 | 0                 | -                 | -                 | -                 | 2              | 0              | 1              | 7     | 1     | 1     |
| 2009-2010             | Algérie               | CAN 2010+Coupe du monde 2010 | 6+3            | 1+0            | 1+0            | 4                 | 0                 | 0                 | -                 | -                 | -                 | 2              | 0              | 0              | 15    | 1     | 1     |
| 2010-2011             | Algérie               | -                            | -              | -              | -              | -                 | -                 | -                 | 3                 | 0                 | 0                 | 1              | 0              | 0              | 4     | 0     | 0     |
| 2011-2012             | Algérie               | -                            | -              | -              | -              | 1                 | 0                 | 0                 | 4                 | 0                 | 0                 | -              | -              | -              | 5     | 0     | 0     |
| 2012-2013             | Algérie               | CAN 2013                     | -              | -              | -              | 2                 | 0                 | 0                 | -                 | -                 | -                 | 1              | 0              | 0              | 3     | 0     | 0     |
| 2013-2014             | Algérie               | Coupe du monde 2014          | 3              | 0              | 0              | 3                 | 1                 | 1                 | -                 | -                 | -                 | 3              | 0              | 1              | 9     | 1     | 2     |
| 2014-2015             | Algérie               | CAN 2015                     | 3              | 0              | 1              | -                 | -                 | -                 | 1                 | 0                 | 0                 | 1              | 0              | 0              | 5     | 0     | 1     |
| Total sur la carrière | Total sur la carrière | Total sur la carrière        | 15             | 1              | 2              | 22                | 2                 | 1                 | 14                | 1                 | 0                 | 19             | 0              | 2              | 70    | 4     | 5     |

### Matchs internationaux
Footballeur international, Madjid Bougherra totalise 70 sélections avec l'équipe d'Algérie au cours desquelles il inscrit 4 buts. Il étrenne sa première cape le 20 juin 2004 lors d'un match face au Zimbabwe entrant dans le cadre des éliminatoires de la Coupe du monde 2006. La liste ci-dessous dénombre toutes les rencontres auxquelles il prend part avec sa sélection nationale.

## Palmarès

### En tant que joueur
- Rangers
  - Vainqueur du Championnat d'Écosse : en 2009, 2010 et 2011.
  - Vainqueur de la Coupe d'Écosse en 2009 (en).
  - Vainqueur de la Coupe de la Ligue écossaise : en 2010 et 2011.
- Lekhwiya
  - Vainqueur du Championnat du Qatar : en 2012 et 2014.
  - Vainqueur de la Coupe du Prince Héritier du Qatar en 2013.
- Algérie
- Coupe du monde
  - Huitième de finaliste en 2014
  - Premier tour en 2010
- Coupe d'Afrique des nations
  - Quatrième de la Coupe d'Afrique des nations 2010

### En tant qu'entraîneur
- Al-Duhail
  - Vainqueur du Championnat du Qatar des moins de 23 ans en 2018 et 2019.
- Équipe d'Algérie A'
  - Vainqueur de la Coupe Arabe de la FIFA en 2021.
  - Finaliste du CHAN 2022

### Distinctions personnelles
- L'Étoile d'Or algérien  Meilleur espoir algérien de l’année 2005
- Membre de l'équipe type du Championnat d'Écosse en 2009 et 2011.
- Élu DZFoot d'or par les internautes du site DZFoot en 2009 et 2010.
- Ballon d'or algérien en 2009 et 2010.
- Ballon d'or arabe en 2009 et 2010.
- Sélectionné dans l'équipe type africaine en 2010.
- Meilleur footballeur arabe évoluant en Europe en 2010 (par les internautes de la chaîne saoudienne MBC[6]).
- Ambassadeur de l'UNICEF en Algérie[7].